# Горгольйоне
Горгольйоне, Ґорґольйоне (італ. Gorgoglione) — муніципалітет в Італії, у регіоні Базиліката, провінція Матера.
Горгольйоне розташоване на відстані близько 350 км на південний схід від Рима, 40 км на південний схід від Потенци, 50 км на південний захід від Матери.
Населення — 1006 осіб (2014).
Щорічний фестиваль відбувається 13 червня. Покровитель — Sant'Antonio.

## Демографія
Населення за роками:

Станом на 1 січня 2023 року в муніципалітеті офіційно проживав 71 іноземець з 14 країн, серед них 41 громадянин країн Євросоюзу та 2 громадяни України.

## Сусідні муніципалітети
- Аліано
- Чирильяно
- Корлето-Пертікара
- Гуардія-Пертікара
- Міссанелло
- П'єтрапертоза
- Стільяно